# Omosessualità nella Bibbia cristiana
Le menzioni dei rapporti omosessuali maschili che vengono fatte nella Bibbia hanno influenzato le considerazioni avute nei confronti, non solamente degli uomini omosessuali, ma delle persone LGBT in generale, in tutte quelle società ove la tradizione giudaico-cristiana ha messo più forti radici nel corso dei secoli. I riferimenti alle pratiche omosessuali maschili nei passaggi biblici sono stati interpretati, sia da alcuni ebrei sia da alcuni cristiani, soprattutto dall'età tardo medievale fino alla fine del XX secolo, come divieto religioso imposto da Dio, sebbene non ci sia condanna esplicita all'interno dei principali comandamenti.
Le molteplici posizioni delle attuali Chiese cristiane verso l'argomento dell'omosessualità pongono il problema sull'effettiva possibilità di una dottrina unitaria sul tema all'interno del cristianesimo. I testi che si riferiscono alla questione presenti nelle fonti cristiane della tradizione della Chiesa latina (la Bibbia cristiana, i Padri della Chiesa e i Dottori della Chiesa latina, le leggi e la disciplina ecclesiastica, il Magistero del Papa cattolico romano), nonostante le controversie che possono sempre sorgere nei riguardi dell'interpretazione maggiormente corretta ed esatta da dare, consentono però lo svilupparsi di un ampio dibattito.
Tuttavia, soprattutto con l'espansione dell'esegetica e della ricerca ermeneutica, non vi è un consenso unanime su come esattamente debbano essere interpretati questi passi. Tra i cristiani il protestantesimo ha ad esempio come uno dei suoi principi fondamentali anche quello dell'interpretazione e del giudizio privati dei testi biblici; ciò è essenzialmente il risultato della Riforma protestante la quale vide Martin Lutero, nel mese di ottobre del 1516, inviare il suo scritto intitolato "La libertà del cristiano" direttamente a papa Leone X, aggiungendovi la frase significativa: "non mi sottoporre alle leggi quando interpreto la parola di Dio".
Questo si è rivelato in seguito un modo di pensare che ha condotto direttamente alla concezione delle libertà e diritti fondamentali, oltre che della libertà di religione, così come dell'idea stessa di democrazia moderna. Si sancisce in tal modo l'idea di orizzontalità dei fedeli protestanti, a differenza del verticismo cattolico in cui l'ultimo parere in materia di interpretazione biblica appartiene pur sempre e comunque al papa. Tra i protestanti invece l'opinione di ciascuno dei fedeli in materia di interpretazione biblica ha lo stesso peso ed importanza.
Oltre alla diversità delle posizioni tra gli studiosi vi sono attualmente molte confessioni cristiane, per lo più protestanti rifacentesi all'anglicanesimo e al luteranesimo, oltre a settori di minoranza del battismo e del metodismo (tra gli altri), che hanno avviato un processo di rinnovamento in forte disaccordo con le più comuni interpretazioni letterali - e maggiormente restrittive - presenti tra le dottrine cristiane più influenti, di modo che essi oggi accettano pienamente tra i loro membri anche persone che sono apertamente gay e lesbiche, ed alcune di queste Chiese li ordinano perfino al sacerdozio e finanche all'episcopato.
Vari passaggi della Bibbia Ebraica e del Nuovo Testamento sono stati interpretati come coinvolgenti atti e desideri sessuali tra persone dello stesso sesso. La Torah proibisce il rapporto di sesso anale tra uomini e minaccia coloro che vi sono coinvolti con la pena di morte (Libro del Levitico 18,22; 20,13). Tre punti delle Lettere di Paolo si riferiscono a questo fatto come ad una delle molte caratteristiche dei malvagi (Prima lettera ai Corinzi 6,9; Lettera ai Romani 1:26; Prima lettera a Timoteo 1,10).
La Bibbia, una collezione di libri catalogati e considerati come divinamente ispirati per tre religioni (ebraismo, cristianesimo e islam) contengono alcuni passaggi in cui si suppone che gli atti omosessuali maschili vengano affrontati ad esempio entro a dei contesti di idolatria e paganesimo. Gli atti omosessuali maschili sono stati condannati nel testo sacro in quanto parte integrante di culti stranieri, alla stessa maniera dello stupro, della prostituzione, dell'adulterio e della promiscuità in generale; pertanto rimane fonte di discussione se e in quale misura questi testi possono essere utilizzati anche per l'etica sessuale (vedi teologia morale) dei giorni nostri.
I testi che si occupano di relazioni sessuali tra persone dello stesso sesso si verificano inoltre in molti contesti differenti; tali passaggi riguardano esclusivamente gli atti omosessuali maschili e non toccano il sentimento scaturito dal provare attrazione nei confronti di persone dello stesso sesso o ciò che nell'età contemporanea vengono definiti orientamento sessuale e identità di genere.
L'antica Grecia considerava l'amore tra gli uomini - seppur in casi rigorosamente riconducibili alla pederastia greca - come qualcosa di onorevole e l'hanno idealizzato e mitizzato. La successiva etica cristiana ha invece maggiormente sottolineato gli ideali della fedeltà coniugale e dell'astinenza sessuale (vedi Vangelo di Matteo1 9 e Prima lettera ai Corinzi 7).
La maggior parte dei testi biblici che si riferiscono all'omosessualità ne danno un giudizio negativo, con la notevole eccezione dei Libri di Samuele.

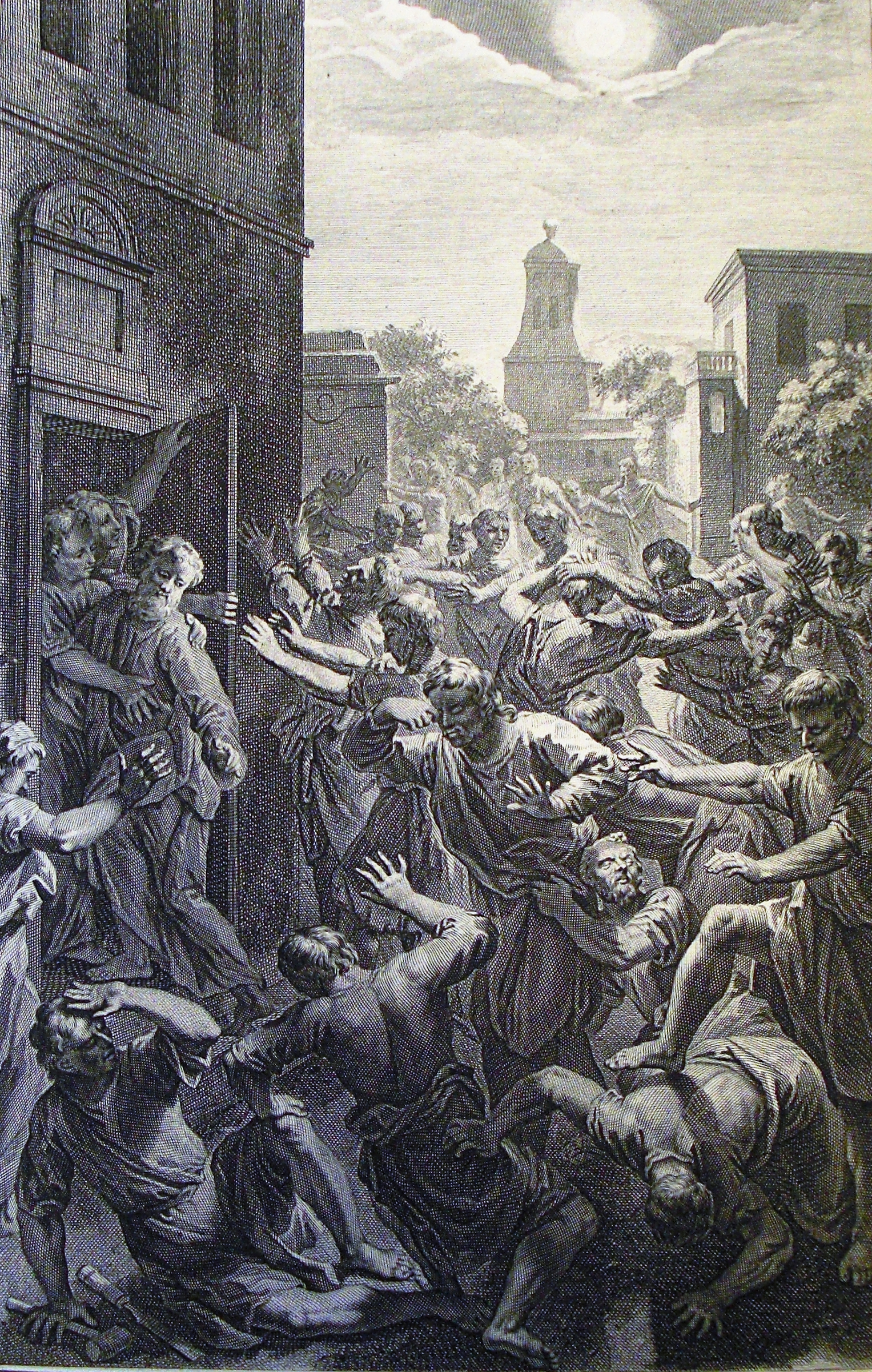
Il popolo di Sodoma che vuole rapire gli angeli per poter abusare di loro.

## Antico Testamento
Dopo l'imposizione a "crescere e moltiplicarsi" presentata proprio all'inizio del Libro della Genesi 1:27-28 ed aver istituito l'"unione matrimoniale" ("per questo l'uomo abbandona suo padre e sua madre e si attacca alla sua donna e i due diventano una sola carne" - Genesi 2;24) troviamo, nei capitoli 18 e 19, l'episodio riguardante i "sodomiti".

### Genesi

#### Il peccato di Sodoma
Dio avvertì il grido di denuncia contro Sodoma e Gomorra "che è troppo grande, e c'è il loro peccato che è molto grave" (Genesi 18:20); già in precedenza si afferma che "la gente di Sodoma fosse molto cattiva e peccatrice" (Genesi 13:13), pertanto Dio fu determinato nell'intenzione di distruggere l'intera città per punire il suo popolo: "voglio scendere a vedere se proprio hanno fatto il male di cui mi è giunto il grido oppure no; lo voglio sapere!" (Genesi 18:22).
Dopo il mercanteggiamento tentato da Abramo per risparmiare la città Dio gli promise che non sarebbe intervenuto se vi avesse trovato almeno 10 giusti (Genesi 18:32). Manda tre angeli in città dove Lot, il nipote di Abramo, vi si trovava rifugiato con il suo clan; egli li invitò ad accettare la sua ospitalità e a rimanere a dormire all'interno della sua abitazione (Genesi 19:2-3): ma ecco che "gli uomini della città s'affollarono intorno alla casa, giovani e vecchi... e dissero: dove sono quegli uomini che sono entrati da te questa notte? Portaceli fuori perché vogliamo abusare di loro (conoscerli)!" (Genesi 19:4-5).
La Nuovissima versione dai testi originali (cattolica) scrive nelle note che il delitto degli abitanti di Sodoma è di ordine teologico e sociale oltre che sessuale; infatti esso è una violazione della legge sacra e fondamentale dell'ospitalità ed è anche un'esplicita condanna dei culti cananei della fertilità (vedi rito di fertilità) che comprendevano anche l'omosessualità sacra (Libro del Levitico 20:23 e Libro dei Giudici 19:22-23). Attraverso il prostituto e la prostituta sacra ci si illudeva di entrare in comunione con la divinità per ottenere fertilità e fecondità.
In un primo momento Lot cerca di dissuaderli offrendogli in cambio le due figlie ancora vergini: "lasciate che ve le porti fuori e fate loro quel che vi pare, purché a questi uomini voi non facciate niente" (Genesi 19:8). Ma gli angeli riuscirono a chiudere il battente e colpirono con la cecità gli aggressori (Genesi 19:10-11). L'intera vicenda ha svolto un ruolo importante nell'interpretazione prima ebraica e successivamente cristiana inerente al "voler conoscere" (sessualmente) dei sodomiti.
Il verbo ebraico דע, trascritto yadā´ (conoscere) può esprimere eufemisticamente il rapporto sessuale. Alcuni commentatori ritengono che il verbo si applichi solo ai rapporti eterosessuali e che l'Antico Testamento dovrebbe utilizzare un'altra parola per descrivere i rapporti omosessuali, shakam (coricarsi-sdraiarsi, vedi Levitico 18:22 e 20:13); pertanto il verbo yadā significa "fare conoscenza" con gli estranei-angeli. Tuttavia il resto della storia dimostra chiaramente il desiderio di aggressione sessuale.
Questo conduce Thomas Römer e Loyse Bonjour a privilegiare l'interpretazione che vuole questo desiderio di aggressione come un atto di stupro, ovvero di dominazione e sottomissione il che lo rende una grave violazione dell'ospitalità e conseguentemente una manifestazione d'orgoglio dei sodomiti tutti. Inoltre nei Neviìm (i libri profetici) ci si riferisce all'episodio non come esempio di violenza sessuale in quanto tale, bensì come indice di orgoglio, pigrizia e ostilità nei confronti degli stranieri.
La storia della distruzione di Sodoma e Gomorra raccontata nella Genesi non identifica esplicitamente essere l'omosessualità il peccato per cui sono stati puniti i suoi abitanti. La maggior parte degli interpreti trova la narrazione concernente Sodoma, assieme ad un evento analogo presentato in Giudici 19 (ove viene fatta distruggere un'intera città appartenente alla Tribù di Beniamino) come una condanna del tentativo di violenza sessuale contro gli ospiti, ma il passaggio è stato interpretato storicamente sia nell'ebraismo sia nel cristianesimo come una punizione per l'omosessualità; questo a causa dell'interpretazione che vuole gli uomini di Sodoma (i sodomiti) commettere uno stupro sui due angeli messaggeri (maschi) che si trovavano ospiti presso l'abitazione di Lot.
Mentre i profeti ebrei parlavano del peccato di Sodoma essenzialmente solo come una mancanza di carità, l'interpretazione esclusivamente sessuale divenne alle origini del cristianesimo talmente prevalente nelle prime comunità che il nome "Sodoma" si trasformò nella radice della parola "sodomia", a sua volta sinonimo giuridico degli atti sessuali omosessuali e non-procreativi, in particolare il sesso anale o il sesso orale.

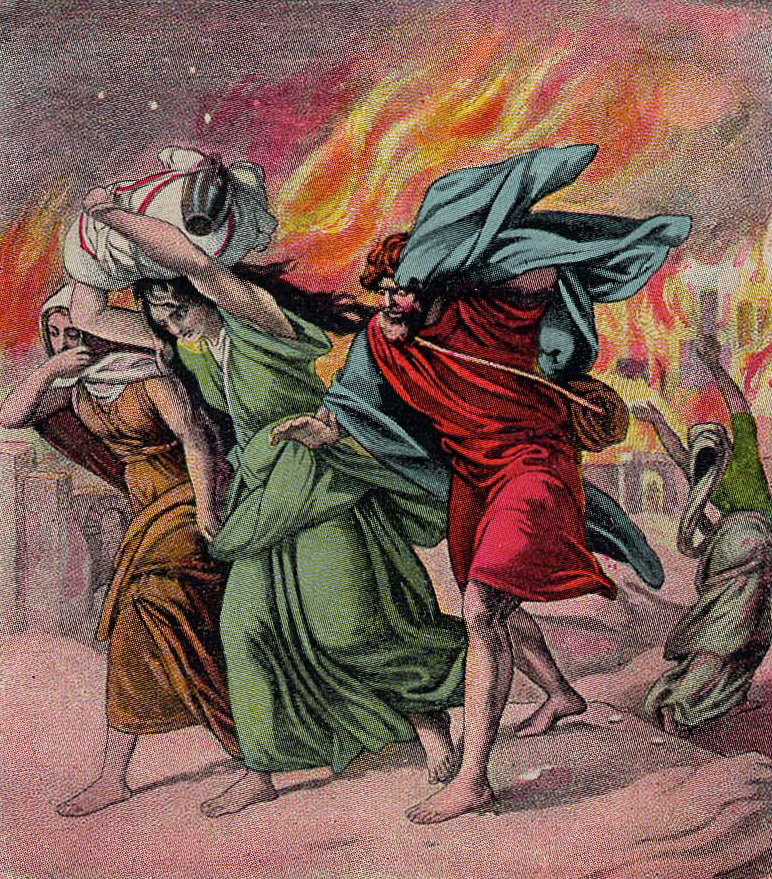
La famiglia di Lot si appresta a fuggire da Sodoma oramai in fiamme. Litografia del 1908.

Mentre il Libro di Isaia, il Libro di Geremia, il Libro di Amos e il Libro di Sofonia si riferiscono vagamente al peccato di Sodoma; in Geremia 23:14 si tratta di adulterio, inganno e incoraggiamento dei malfattori. Già il Libro del Deuteronomio 29:22 evoca l'inganno rappresentato dall'idolatria e dall'adorazione dei "falsi dèi"; mentre troviamo un'accesa critica dell'inospitalità dei sodomiti nel Libro della Sapienza 19:13-17 (attribuito a Salomone) e finanche nello storico Flavio Giuseppe (37-100).
il Libro di Ezechiele specifica che la città è stata distrutta per aver commesso la colpa che si riferisce all'"ingiustizia sociale":
(- Ezechiele 16:49-50.)
La tradizione del Talmud, scritta tra il 370 e il 500, interpreta anch'essa il peccato di Sodoma come una mancanza di carità, con il tentato stupro degli angeli come una manifestazione della violazione palese del dovere sociale dell'ospitalità; stessa cosa fa anche Gesù nel Nuovo Testamento - ad esempio nel Vangelo di Matteo 10: 14-15 - quando dice ai suoi discepoli che la pena per le case o le città che non li accolgono sarà peggiore di quella inflitta alle città di Sodoma e di Gomorra.

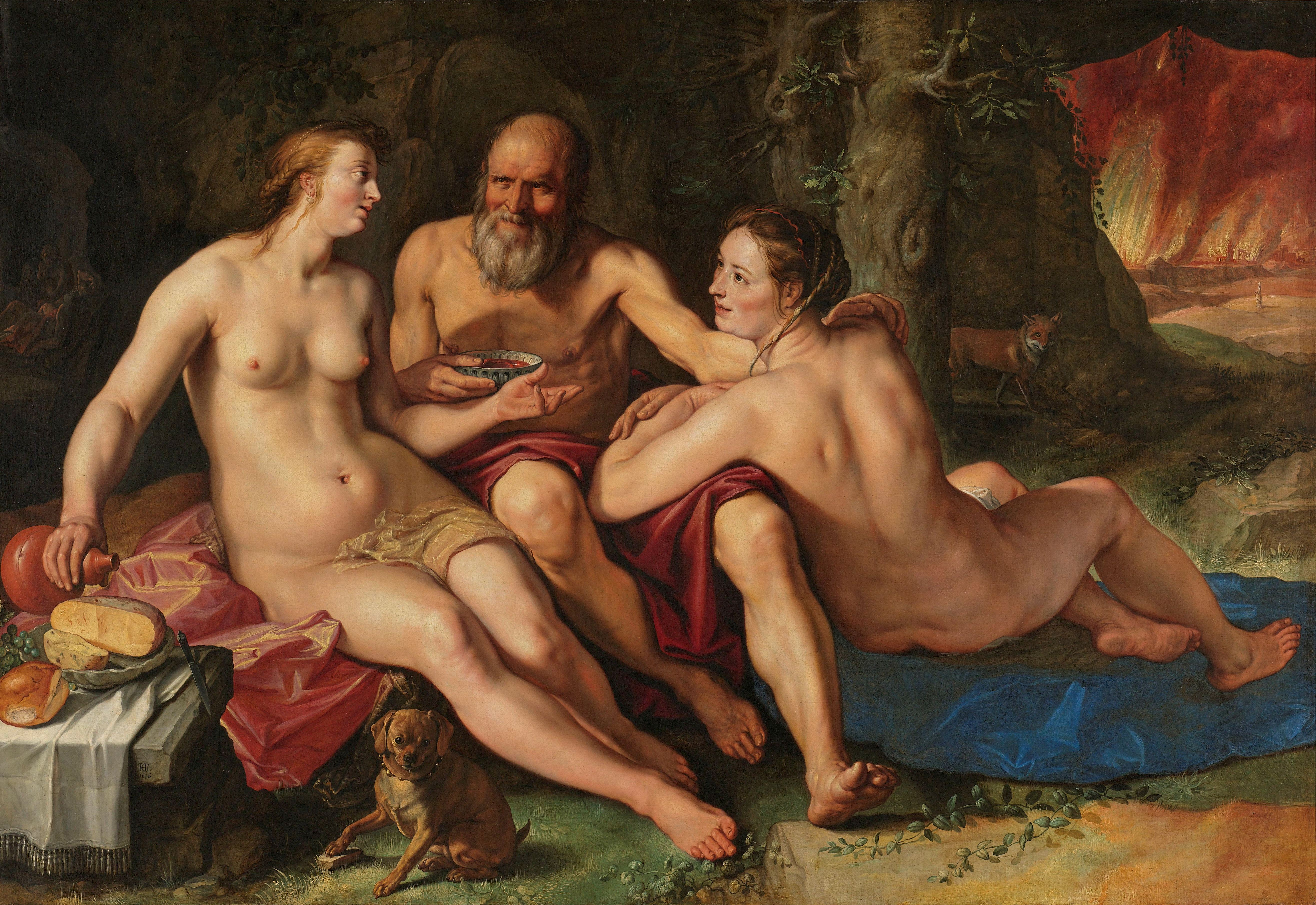
Lot e le sue figlie di Hendrik Goltzius (1616).

L'interpretazione puramente sessuale dell'intero episodio sarebbe emersa nel confronto tra la cultura giudaica dell'antico Regno d'Israele e quella dell'ellenismo all'inizio del III secolo a.C. Di fronte alle pratiche di pederastia e nudità in vigore nella palestre greche e nelle competizioni sportive, i religiosi più ortodossi avrebbero visto in Sodoma il simbolo della civiltà dell'antica Grecia la quale rimaneva per loro assai difficile da poter accettare. Troviamo questa rilettura nel Libro dei Giubilei 16 (II secolo a.C.), nel Testamento di Neftali 3 e nel Testamento di Levi 14 appartenenti al Testamento dei dodici patriarchi (fine del II secolo a.C.)
Le tradizioni successive inerenti al peccato di Sodoma lo consideravano una forma illecita all'interno di un rapporto eterosessuale, certamente una critica delle relazioni omosessuali ma anche di tutti gli atti di "fornicazione" e adulterio", vale a dire qualsiasi attività sessuale posta al di fuori del vincolo matrimoniale e non aperta alla procreazione. Nella Lettera di Giuda 1:7 viene affermato che gli abitanti di Sodoma e di Gomorra si sono consegnati alla fornicazione "avendo seguito passionalmente una sessualità differente da quella natutale"; il che può riferirsi all'omosessualità o alla lussuria dei mortali provata nei confronti delle presenze angeliche. Gli scrittori ebrei Filone di Alessandria (20 a.C.-50 d.C.) e Flavio Giuseppe furono i primi ad affermare inequivocabilmente che l'omosessualità era uno dei peccati dei sodomiti. Alla fine del I secolo gli ebrei identificarono comunemente il peccato di Sodoma con le pratiche omosessuali.
La lettura sessuale ha avuto un impatto significativo sulla società cristiana dei secoli seguenti; fino al XVIII secolo i trattati di diritto penale nei loro preamboli si appellano proprio all'episodio di Sodoma per giustificare le severità delle leggi contro i "sodomoti". Inoltre la maggior parte dei trattati morali cristiani utilizzano questo stesso episodio per condannare le pratiche omosessuali.

### Decalogo
Il sesto dei Dieci Comandamenti viene prescritto per la prima volta nel Libro dell'Esodo 20;14 come "non farai adulterio", in seguito ribadito nel Libro del Deuteronomio 5:18 come "non commetterai adulterio"; spesso è stato tradotto in passato come "non commettere atti impuri". La Nuovissima versione dai testi originali afferma nella nota relativa: "il diritto alla vita matrimoniale è al centro di questo comandamento che si preoccupa soprattutto di questo aspetto più che della morale sessuale in generale. Il centro del comandamento è quindi l'adulterio". Si tratta pertanto della proibizione di tutti gli atti sessuali illeciti compiuti con chi non è il proprio sposo/a, cioè le relazioni extraconiugali.
Nel Vangelo di Matteo 5:27-28 Gesù afferma: "avete inteso che fu detto: 'non commettere adulterio'; ma io vi dico: chiunque guarda una donna per desiderarla, ha già commesso adulterio con lei nel suo cuore".
Altresì il Catechismo della Chiesa cattolica (1992) dichiara al punto 2357 - in cui si tratta per l'appunto del sesto comandamento - riferendosi all'omosessulità: "appoggiandosi sulla Sacra Scrittura, che presenta le relazioni omosessuali come gravi depravazioni (Genesi 19:1-29; Lettera ai Romani 1:24-27; Prima lettera ai Corinzi 6:9-10; Prima lettera a Timoteo 1:10), la tradizione ha sempre dichiarato che «gli atti di omosessualità sono intrinsecamente disordinati» (Congregazione per la dottrina della fede, Dich. Persona humana, 8: AAS 68 (1976) 85). Sono contrari alla legge naturale."
Al punto 2358 ci dice che: "questa inclinazione, oggettivamente disordinata, costituisce per la maggior parte di loro una prova. Perciò devono essere accolti con rispetto, compassione, delicatezza. A loro riguardo si eviterà ogni marchio di ingiusta discriminazione". Per oncludere al punto 2359: "le persone omosessuali sono chiamate alla castità."

### Libro del Levitico
I capitoli 18 e 20 del Libro del Levitico fanno parte del cosiddetto "Codice di santità", una raccolta di testi normativi che - tra l'altro - elencano tutte le forme vietate di rapporti sessuali (incesto, zooerastia ecc.), tra cui le seguenti:
(Levitico 18,22)
(Levitico 20,13)
Questi due versetti sono stati storicamente interpretati sia dagli ebrei sia dai cristiani come dei divieti globali chiari contro gli atti omosessuali in generale; le unioni omosessuali maschili sono esplicitamente condannate. Le interpretazioni più recenti si concentrano però sul suo contesto in quanto parte del "Codice di Santità", un codice di purezza che intende distinguere il comportamento degli israeliti monoteisti da quello degli abitanti di Canaan i quali seguivano il politeismo e le pratiche di prostituzione sacra.
Il termine "abominio-abominazione" (ebraico, תֹּועֵבָה trascritto tō'ēḇā, in greco βδέλυγμα-"bdelugma", lat. "abominatio") può riferirsi, nelle Scritture sia ebraiche che cristiane, a:
- ogni peccato, qualsiasi azione penale in generale: Levitico 18,22-30; Isaia 41,24 e 66,3; Geremia 6,15 e 7,10; Ezechiele 5,9-11; Libro di Malachia 2,11; Primo libro dei maccabei 1:56.
- Soprattutto il peccato di idolatria, considerato come comprendente la prostituzione, l'idolatria e il culto degli idoli nel contesto delle cerimonie rituali e sacrificali: Deuteronomio 12:31; Secondo libro delle Cronache 33:2.
- Un idolo, un falso dio: Libro dell'Esodo 8:28; Deuteronomio 29:17; Secondo libro dei re 23:13; Ezechiele 7:20; 11:18-21; 1 Maccabei 6:7 ecc.
- Profanazione di qualcosa di sacro nel Libro di Daniele 9:27; 11:31 e 12:11; 1 Maccabei 1:51.
- Un "oggetto d'orrore" o un'avversione in generale: Salmi 87:9; Libro dei Proverbi 3:32 ecc.

L'idea di "abominio" sembra riguardare tutto ciò che viene proibito da "YHWH", nel suo desiderio di separare, per dividere il popolo eletto a cui è collegato da tutti gli altri. In questo contesto l'unione omosessuale maschile è trattata come un crimine fondamentalmente perché rimette in discussione l'Alleanza con il Dio del popolo d'Israele, essendo essa parte integrante dei culti pagani.
Levitico 18:22 riguarda solo il partner attivo, mentre 20:13 valuta la possibilità della pena di morte per entrambi i partner; in tal modo la relazione omosessuale in quanto tale viene interdetta e condannata, in contrasto con la legislazione di altri paesi mediorientali del tempo ove solo l'atto di violenza costituiva un disonore. Infine lo status sociale dei due uomini rimane impreciso.
Alcuni studiosi, come ad esempio J. McNeill, ritengono che un tale divieto riguardi principalmente gli atti omosessuali eseguiti come parte di culti rituali settari della religione cananea, specialmente quelli ricollegabili alla fertilità (vedi rito di fertilità). Jacob Milgrom, seguito da altri, crede che i due versetti in questione facciano parte delle relazioni sessuali interdette all'interno del gruppo familiare (quindi incesto) o del clan di appartenenza; il divieto dell'omosesualità maschile sarebbe pertanto applicabile solo agli uomini legati da vincoli familiari.
Infine altri commentatori, come S. Olyan e J. T. Walsh, ritengono che il divieto è particolarmente incentrato sul sesso anale praticato da un uomo su un altro uomo. Questa interpretazione, già data dai commentari rabbinici, rivela il divieto di "confusione di genere", per cui un uomo non avrebbe mai dovuto adottare la posizione passiva femminile (vedi attivo e passivo nel sesso).
Thomas Römer e Loyse Bonjour confermano che al centro dell'interdizione sta la "trasgressione dei confini di genere". Né la masturbazione né il lesbismo sono menzionati poiché non mettono in discussione il ruolo attivo del maschio il quale ha bisogno di rimanere chiaramente differenziato dalla passività femminile.
Gli studiosi più ortodossi credono che il termine "abominio" è sufficiente per cogliere tutto l'orrore dei fedeli circa la disapprovazione divina; essi equiparano, quasi senza alcuna sfumatura, l'omosessualità a tutti gli altri tipi di "abominazione" sopra descritti. Se tutti gli studiosi conservatori sottolineano l'accento di chiara disapprovazione dei due versetti circa gli atti omosessuali, solo i più moderati di loro si trovano vicini alla critica storica sviluppata dai commentatori liberali; questi ultimi ritengono che tali testi giuridici non sono più pertinenti, anche alla luce dell'abolizione della legge mosaica (interdizioni alimentari, circoncisione ecc.) da parte di Gesù.

### Libro dei Giudici
Il Libro dei Giudici 19 narra di un levita che ritorna a casa assieme alla propria concubina dopo aver trascorso alcuni giorni con il padre di quest'ultima a Betlemme; per poter trascorrere la notte in sicurezza si fermano nella città collinare di Gabaa all'interno del territorio appartenente alla tribù di Beniamino. Un anziano di ritorno dai campi li accoglie offrendo loro ospitalità (Giudici 19:1.21).
Ma ecco che "alcuni uomini.. circondarono la casa e bussarono alla porta... Consegnaci l'uomo che è venuto a casa tua, ché vogliamo abusarne (-conoscerlo)... No fratelli, non commettete una simile nefandezza. Piuttosto c'è qui mia figlia, che è ancora vergine e la concubina di quest'uomo. Ve le consegnerò: usatene e fatene quel che vi pare... Allor il levita, presa la sua concubina, la spinse fuori e l'abbandonò nelle loro mani" (Giudici 19:22-25).
Il levita lascia la concubina nelle mani degli stupratori i quali la violentano per tutta la notte; all'alba la liberano. Essa si dirige verso la casa e rimane accucciata all'ingresso; quando il levita apre la porta le ordina molto semplicemente di riprendere il viaggio con lui. Giunti che furono a casa la donna muore, allora lui la taglia in 12 pezzi che invia alle tribù israelite chiedendo giustizia e vendetta (Giudici 19:27-29 e 20:6). Il risultato fu una guerra che fece migliaia di vittime e che portò alla distruzione col fuoco di tutte le città di quel territorio (Giudici 20).
Questa storia rievoca per molti versi quella di Lot a Sodoma; gli stranieri vengono ricevuti come ospiti da uno dei cittadini; altri abitanti cercano di aggredirli sessualmente; la città viene infine distrutta da un incendio; inoltre alcuni modelli narrativi e giri di parole sono pressoché identici. La triste differenza riguarda la concubina la quale, dopo lo stupro di gruppo durato tutta la notte, muore. Ciò che qui viene messo in questione è la violenza e la brutalità dei delinquenti che offendono gravemente il dovere dell'ospitalità.
Ci si può chiedere il motivo per cui i due autori hanno scelto, per illustrare la condanna dell'orgoglio e dell'insulto agli ospiti, due storie che narrano del tentativo di stupro da parte di uomini nei confronti di altri uomini. La risposta sta sicuramente nei concetti di dominio e potere vigenti nel Vicino Oriente antico; alcuni testi, in particolare egizi e mesopotamici, menzionano la "sodomia" in un contesto militare, al fine di privare i vinti del loro onore e della dignità stessa di maschi. L'atto di sodomia diviene in tal modo una manifestazione di potere dei vincitori e di sottomissione della persona violentata.
Infine queste storie illustrano bene come lo stupro di uomini da parte di altri uomini fosse considerato essere molto più insopportabile della violenza commessa contro le donne, anche se si tratta di giovani vergini.

### Libro di Rut
La storia di Ruth e Naomi narrata nel Libro di Rut è stata anche interpretata occasionalmente come la vicenda di una coppia lesbica.

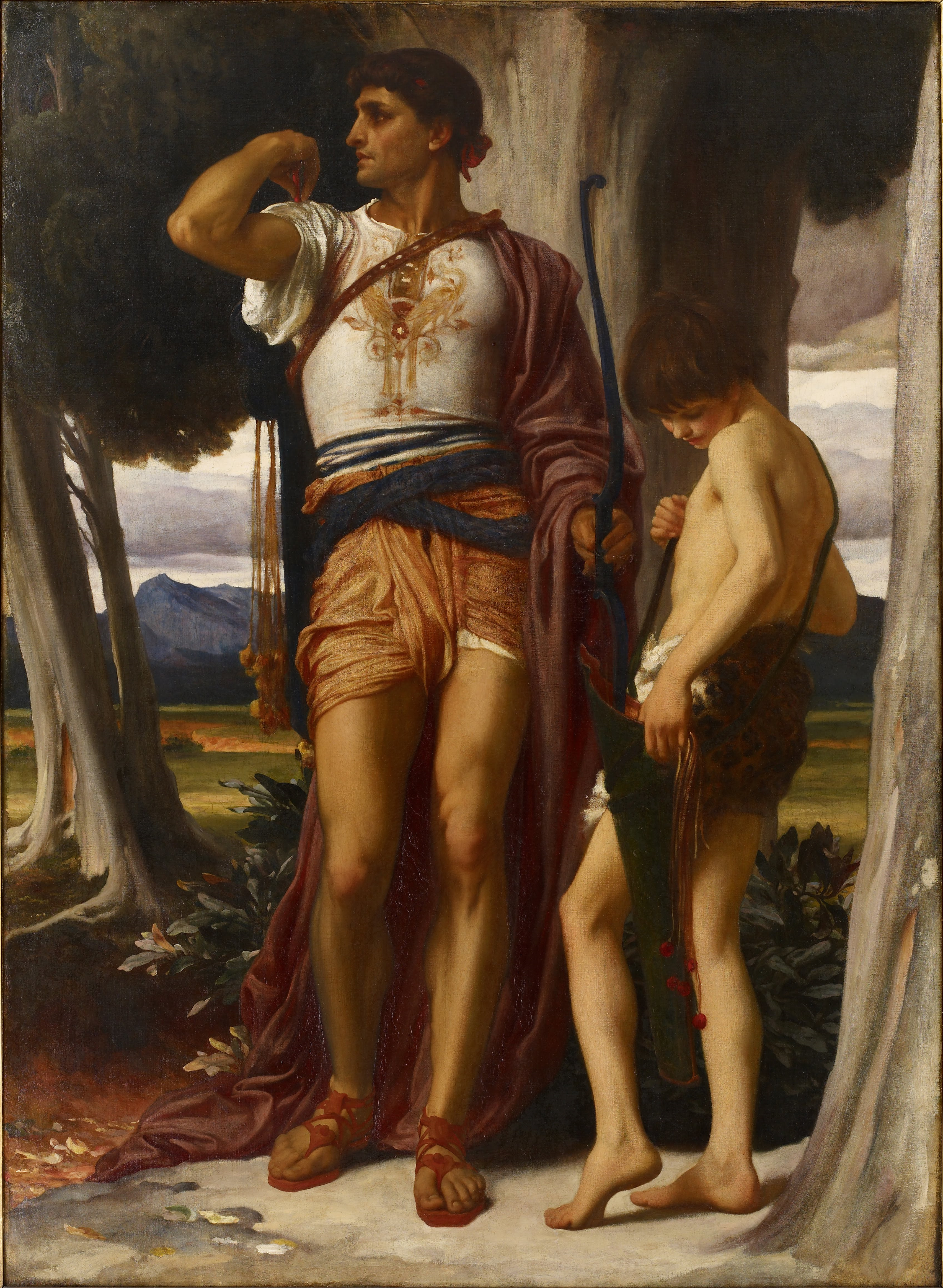
Jonathan token to David di Frederic Leighton (1868 circa).

### Libri di Samuele
Il racconto dell'amicizia romantica intercorsa tra Davide e Gionatan, così come viene descritta nei 2 libri di Samuele, è stato interpretato dalla corrente principale del tradizionalismo cristiano come una relazione solamente affettiva (philia), ma è stato interpretato da alcuni autori come poter essere anche di natura sessuale (o in ogni caso con una forte componente di omosocialità).
Il giovinetto Davide, futuro re d'Israele, incontra il principe Gionatan al termine di una battaglia. Fin dall'inizio il loro rapporto appare molto forte ed intimo. Un importante passaggio biblico su questo argomento si trova nel Primo libro di Samuele 18: 1:
(- 1 Samuele 18:1-4.)

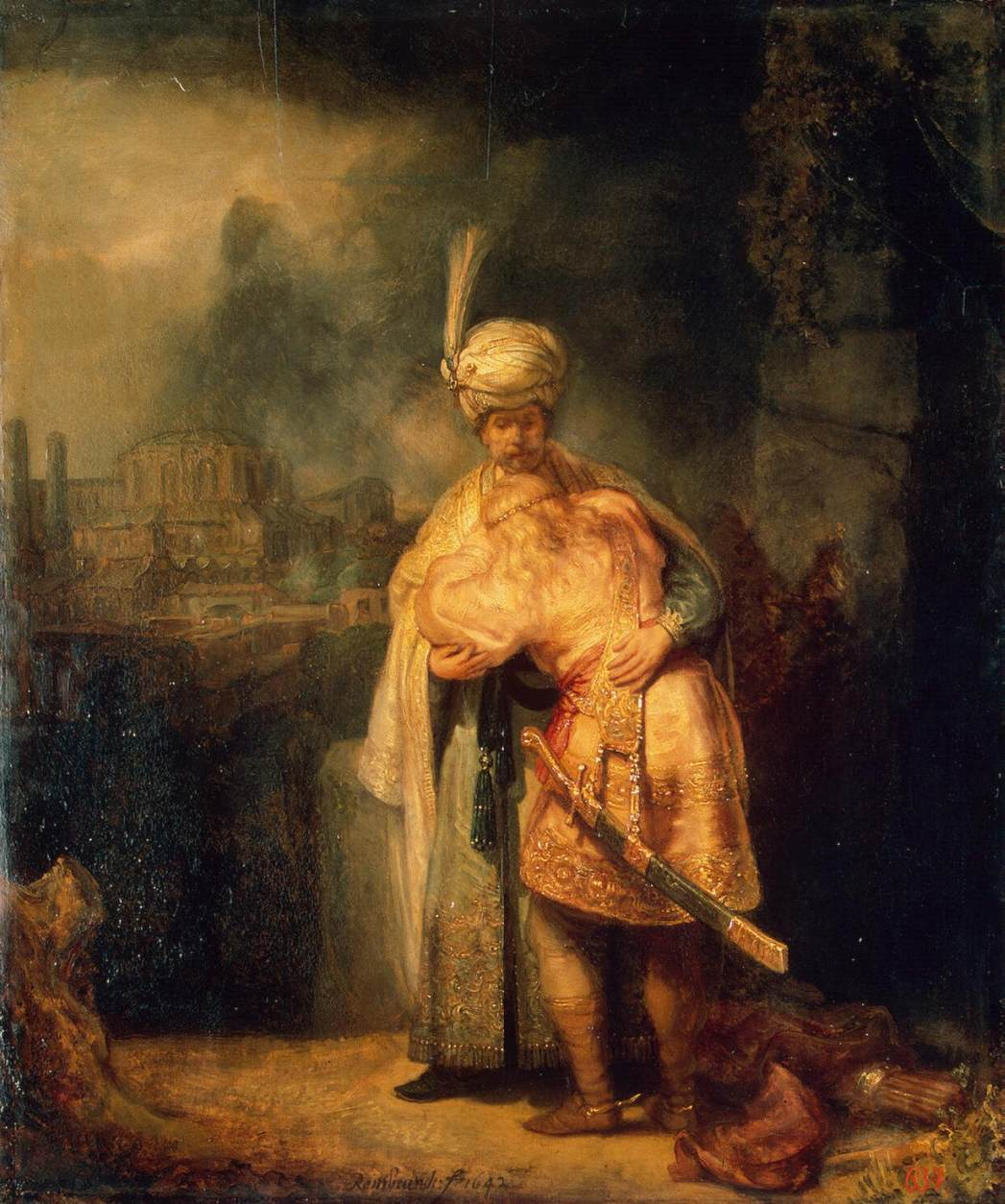
David e Jonathan (1642), bottega di Rembrandt. Gionatan, più anziano, accoglie tra le braccia il più giovane Davide dalla lunga e fluente capigliatura.

La dimensione simbolica e politica di quest'atto sembra molto forte; spogliandosi ("mettendosi a nudo") Gionatan rinuncia al suo trono futuro a favore di Davide. Si può notare la differenza rispetto alla storia del vassallo assiro che s'innamora del re, ed in cui viene ampiamente utilizzata la parola "amore" per descrivere la relazione tra il sovrano e il fedele vassallo; qui invece vi è una relazione inversa, in quanto un principe s'innamora di uno straniero per lo più sconosciuto. Si stipula quindi un patto speciale attraverso cui Gionatan cerca di proteggere il suo "amico":
(- 1 Samuele 19:1.2.)
Per garantire la sicurezza del giovane amico Gionatan promette a Davide di prevenire le cattive intenzioni del padre e di rimanergli "fedele", a lui e ai suoi discendenti: "Gionatan fece fare nuovamente un giuramento a Davide per l'amore che gli portava; egli difatti lo amava dell'amore che portava a se stesso" (1 Samuele 20:17). Più tardi, quando Gionatan soccombe assieme al padre sul campo di battaglia, ecco un altro passaggio rilevante; quello presente nel Secondo libro di Samuele 1:26, dove Davide canta:
(- 2 Samuele 1:26.)

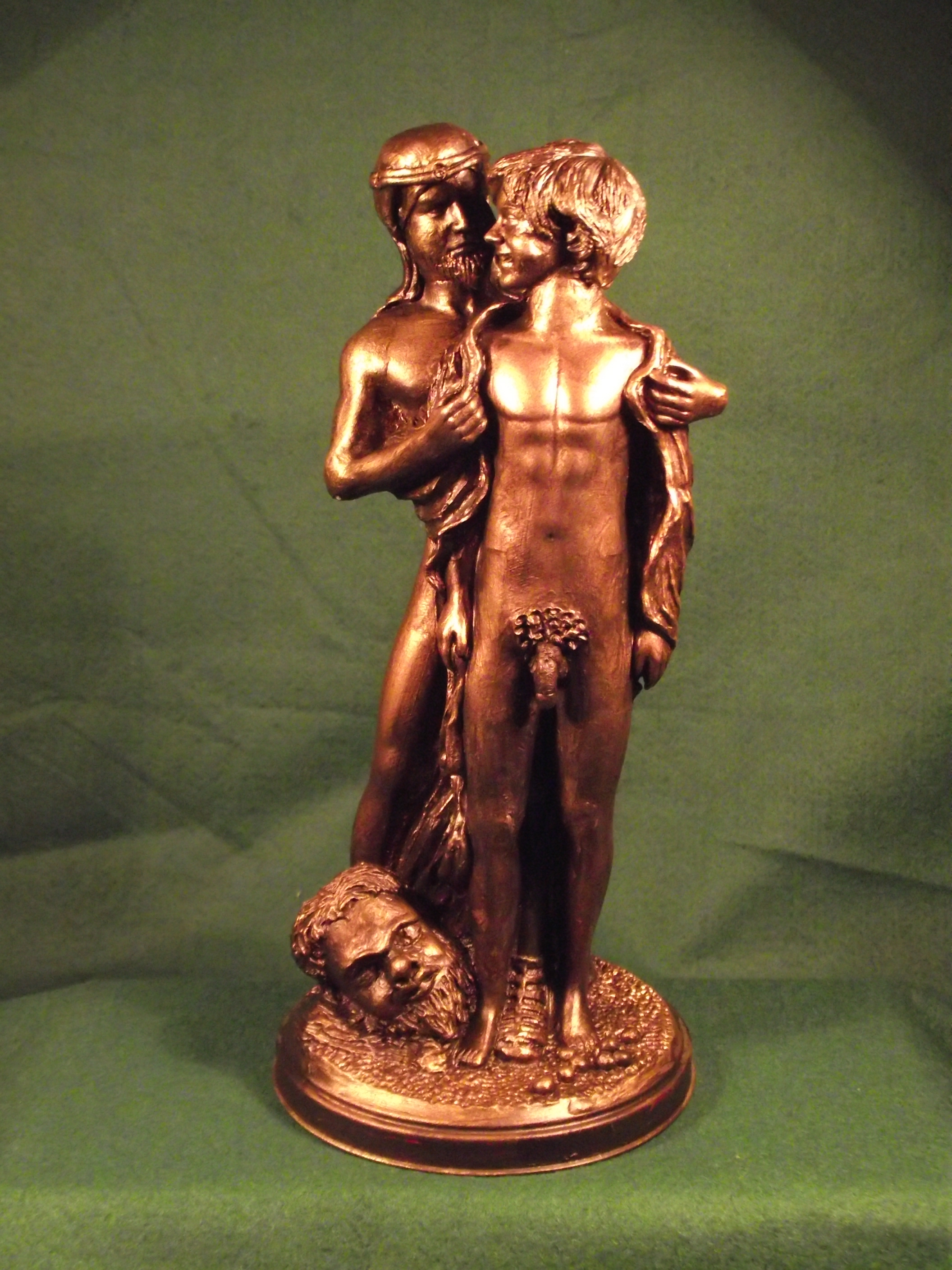
Interpretazione contemporanea in forma di scultura (2015).

La radice ebraica "khaphets" è stata interpretata nella traduzione ecumenica biblica Bibbia TOB) come "amare moltissimo". Ma questo termine segnala un forte rapporto di appropriazione che è più adatto agli oggetti che alle persone; nel caso di attrazione di una persona nei confronti di un'altra nell'Antico Testamento viene ricondotta ad una connotazione sessuale, come accade ad esempio in Genesi 34:19 e in Deuteronomio 21:14 (tradotta in entrambi i casi come "amore").
La traduzione greca di 1 Samuele 19:1 rende questo termine in εραω (trascritto erao), cioè "desiderio amoroso". Inoltre la radice "khaphets" più che il verbo "ahab" (amare) implica una dimensione fisica e quasi incosciente; la relazione tra Davide e Gionatan viene descritta anche dal verbo "qashar" (attaccamento, legame) il quale indica un forte attaccamento, un'ancora di salvezza, un profondo sentimento amoroso.
Infine, quando Davide lamenta la morte dell'amico nel canto funebre egli non usa la parola "amicizia", così come viene resa dalla traduzione, bensì il termine "'ahavah", lo stesso che si usa per parlare dell'amore nei confronti delle donne: la stessa parola che descrive la relazione tra l'Amato e l'Amata nel Cantico dei Cantici 2:5 (holat `ahava ani: sono malato d'amore). In quest'omaggio finale Davide esprime per la prima volta ciò che sente veramente nei confronti di Gionatan.
È altresì difficoltoso sapere dell'esatta natura di questa relazione; ma il loro legame ricorda quello tra l'eroe mesopotamico Gilgamesh ed Enkidu (vedi Temi LGBT nella letteratura). Il rapporto tra i due assume diverse dimensioni, personale, politica e finanche religiosa; questi due personaggi, inoltre, sono sposati e hanno figli, cosicché il racconto biblico rimane ancora una volta avvolto nell'ambiguità.

Alcune associazioni LGBT orbitanti intorno ai movimenti cristiani evangelicali, protestanti, ebraici e talora sedicenti cattolici hanno deciso di adottare il nome di "David e Jonathan", leggendo in chiave omoerotica quella che per il Magistero è una fraterna amicizia maschile non sessuale, consolidata nelle battaglie per il popolo di Israele. I due santi cristiani sono stati reinterpretati e assunti a simbolo dell'"amore gay" e di icone gay.

### Libro della Sapienza
Nel libro della Sapienza attribuito a re Salomone e incluso nel canone biblico da ortodossi e cattolici romani si fa riferimento alla storia di Sodoma sottolineando che il peccato dei loro abitanti è stato quello di non aver praticato l'ospitalità "usando un comportamento più duro e odioso verso gli sconosciuti" (cap 19, vers 13-14).

## Il rifiuto della prostituzione sacra maschile
Diversi passaggi dei libri veterotestamentari evocano l'esistenza di un culto in relazione alla prostituzione maschile, collegati ad un tempio presente in terra di Israele.
Il Libro del Deuteronomio 23:18-19 ordina: "Non ci sarà prostituta sacra tra le figlie d'Israele e non ci sarà prostituto sacro (heb. קָדֵשׁ trascritto qâdesh, gr. πορνεύων trascritto porneuôn, lat. scortator)  tra i figli d'Israele. Non porterai la mercede di una prostituta o il prezzo di un 'cane'(heb. כֶּלֶב trascritto kêlêb, gr. κυνὸς trascritto kunos, lat. canis) alla casa del Signore per qualsiai voto, perché sono un abominio... l'uno e l'altro". La Nuovissima versione dai testi originali (cattolica) in nota precisa che si tratta della proibizione della prostituzione sacra maschile e femminile in vigore nei culti cananei, sempre affascinanti per Israele a causa del loro realismo religioso.
Il Primo libro dei Re 14:24: "Nel pese ci furono persino i prostituti sacri (heb. גַם־קָדֵשׁ trascritto "gam qâdesh"; gr. σύνδεσμος trascritto "sundesmos"; lat. "effeminati") . In una parola essi commisero tutte le abominazioni delle genti". Poco dopo in 1 Re 15:12: "eliminò dal paese i prostituti sacri (heb. קְּדֵשִׁים trascritto "qedeshîm"; gr. τελετὰς trascritto "teletas", lat. "effeminatos") e rimosse tutti gl'idoli prodotti dai suoi antenati". Ancora in 1 Re 22:47: "egli eliminò dal paese il resto dei prostituti sacri (heb. קָּדֵשׁ trascritto "qâdesh", lat. "effeminatorum") che erano rimasti al tempo di suo padre".
Nel Secondo libro dei re 23:7-8: "Demolì anche la casa dei prostituti sacri (heb. קְּדֵשִׁים trascritto qedeshîm, gr. καδησιμ trascritto kadèsim, lat. effeminatorum) che si trovavano nel tempio del Signore". Infine nel Libro di Giobbe 36;13: "I perversi di cuore... perdono la vita in piena gioventù e la loro esistenza tra gli ieroduli" (heb. קְּדֵשִׁים trascritto qedeshîm, gr. ἀγγέλων trascritto aggelôn, lat. effeminatos). La nota della Nuovissima versione dai testi originali precisa che gli ieroduli sono i giovani addetti alla prostituzione sacra nei culti cananei della fertilità. Per il loro genere di vita erano condannati a una morte precoce.
Si può notare che in questi passaggi la stessa parola ebraica "qâdesh" (plurale: qadeshîm) viene tradotta in modi differenti dalla Septuaginta (porneuôn: l'uomo che si prostuisce; sundesmos: unione, attaccamento illecito; teletè: rito d'iniziazione; kadèsim, ritrascrizione in lingua greca dell'ebraico per angelos: messaggero, testimone divino, angelo). La Vulgata invece si limita a "scortator": uomo dissoluto, debosciato; ed a "effeminatus" (effeminato): molle, privo di nerbo, con una moralità contronatura o innaturale.
La radice della parola "qâdesh" (קדשׁ) trascritto "QDSH" evoca la separazione da tutto ciò che risulta essere profano. Quest'idea di separazione suggerisce allo stesso tempo il mantenimeno del contatto tra due spazi i quali possono - in qualsiasi momento - scambiarsi, comunicare, alternarsi e permutarsi nei contenuti. La radice קדשׁ deriva dalla forma primitiva קד, trascritta "QD" la quale significa dividere-tagliare. Tutto ciò è legato all'idea di santità degli atti, di sacralità delle cose ed evoca l'idea della separazione; ora, tutto ciò che è separato viene preservato dalle "macchie" e pertanto rimane puro.
Qualunque sia il contesto la consacrazione avviene attraverso una purificazione la quale viene raggiunta tramite una serie di rituali. Entrambi gli atti, di consacrazione e di purificazione, sono correlati a tal punto che non si possono chiaramente separare le due nozioni. Si può solamente dire che la consacrazione è un atto scrificale di separazione

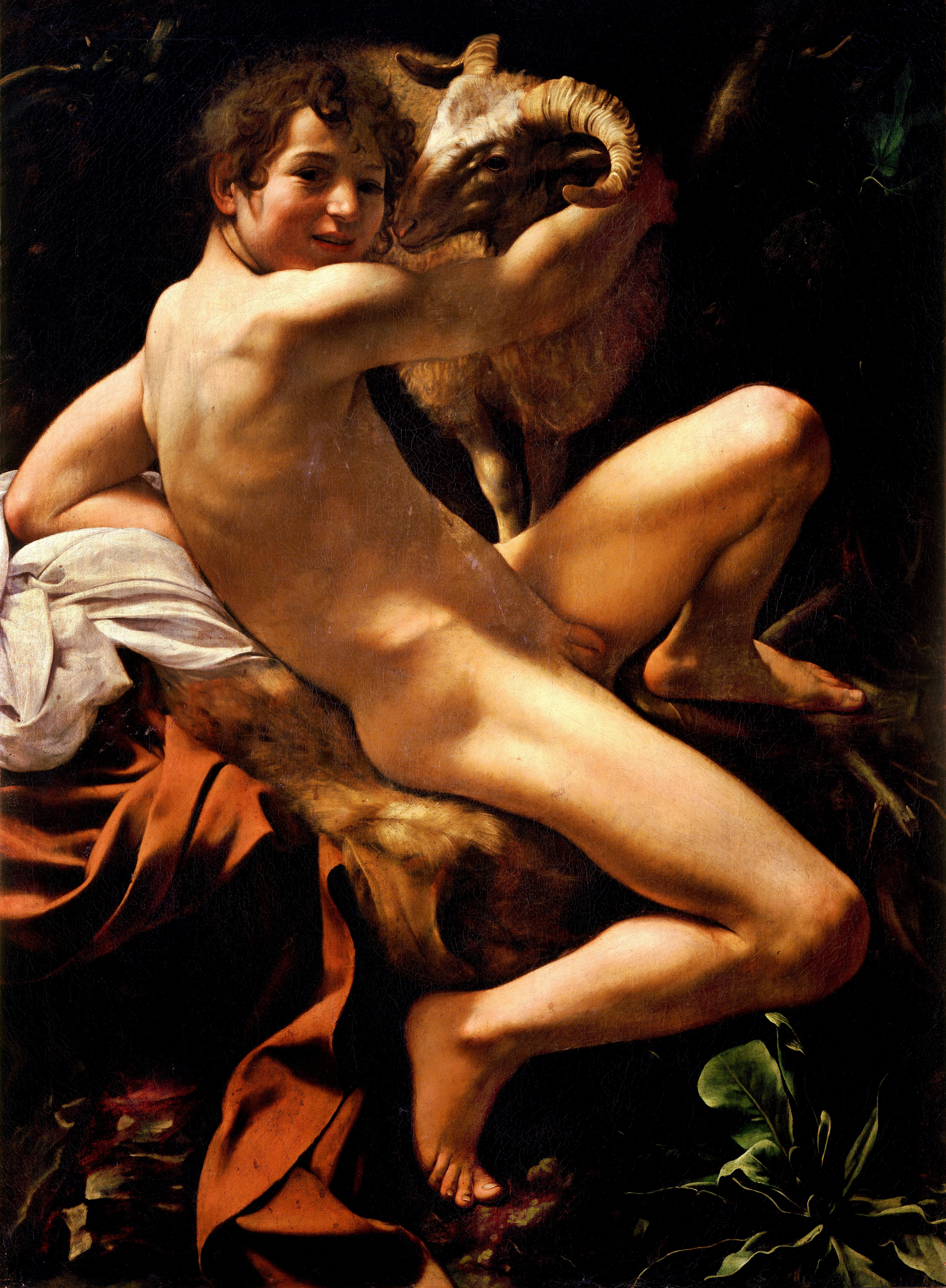
Il San Giovanni Battista adolescente di Michelangelo Merisi da Caravaggio.

## Nuovo Testamento
Gesù non fa mai esplicito riferimento all'omosessualità, né in termini positivi né in termini negativi.

### Vangelo di Matteo
Schierandosi contro la città di Cafarnao in Galilea, che si trova sulle sponde del lago di Tiberiade, Gesù paragona la situazione della città con quella dell'antica Sodoma in Giudea, che si trovava proprio ai margini del Mar Morto. Secondo Gesù Cristo il peccato di Cafarnao, che consiste nel non aver riconosciuto e accolto il suo messaggio, è più grave di quello di Sodoma:
(- Vangelo di Matteo 11:23-24.)

#### Le frasi di Gesù sul matrimonio
Nel Vangelo di Matteo 19: 3 Gesù viene interrogato dai farisei - con l'intenzione di metterlo alla prova - sulla questione se un uomo possa consegnare l'atto di ripudio (il divorzio) alla propria moglie. In tale contesto egli risponde citando Genesi 1;27 e 2:24:
(- Matteo 19:4-6.)
Il Vangelo di Marco 10:6-9 è un testo parallelo. Robert A. J. Gagnon, professore associato statunitense di studi del Nuovo Testamento, sostiene che i riferimenti posteriori fatti di Gesù a Genesi 1 e 2 dimostrano che "ha presupposto come requisito per l'unione matrimoniale l'essere un maschio e una femmina".

#### Matteo 19:12
In Matteo 19:12 Gesù parla degli eunuchi che sono nati come tali, di quelli che sono stati fatti diventare da altri ed infine di quelli che scelgono di vivere come tali per ottenere il Regno dei Cieli; il riferimento fatto da Gesù nei confronti degli eunuchi che sono nati come tali è stato interpretato da alcuni commentatori come avente a che vedere con l'orientamento omosessuale.
Clemente Alessandrino per esempio cita - nel suo libro intitolato Stromateis (capitolo III, 1,1) - una precedente interpretazione data da Basilide sul fatto che alcuni uomini, fin dalla nascita, sono naturalmente avversi alle donne e che pertanto non dovrebbero sposarsi: "la prima categoria - quegli eunuchi che sono così fin dalla nascita - è la descrizione più vicina che abbiamo nella Bibbia di ciò che oggi intendiamo come persona omosessuale".

#### Il servo del centurione
In Matteo 8:5-13 e nel Vangelo di Luca 7:1-10 Gesù guarisce lo schiavo di un centurione romano che era gravemente ammalato. Secondo James Neill il termine in lingua greca "pais", usato per indicare il servitore, nel contesto dell'omosessualità nell'Antica Roma aveva quasi sempre anche una connotazione sessuale; a sostegno di questa tesi egli osserva che "pais", insieme con il termine "erasthai" (da erastès), è la radice della parola "pederastia" (da pais, [di un] ragazzo e erastès, amante).
Egli inoltre vede nel fatto che, nel parallelo proposto da Luca, lo schiavo del centurione venga descritto come essere "altamente stimato" ("gli voleva molto bene", Luca 7:2), fosse una cosa alquanto strana nel'ambito della schiavitù nell'antica Roma; il che dà l'indicazione di una relazione omosessuale presente tra i due, affermando inoltre che il greco "doulos" (essere in una condizione di schiavitù) utilizzato nel racconto di Luca suggerisce che potrebbe essere in realtà stato uno schiavo sessuale.
Daniel A. Helminiak scrive che alla parola "pais" veniva talvolta dato un significato dichiaratamente sessuale. Donald J. Wold dichiara che il suo significato normale è "ragazzo", "figlio" o "schiavo" e che l'applicazione del significato di "ragazzo" ad un amante sfugge alla letture standard fatta da Liddell e Scott nell'A Greek-English Lexicon e anche nel Bauer's Lexicon.
A Greek–English Lexicon di Liddell e Scott registra tre significati della parola παῖς (pais): un ragazzo in relazione alla discendenza (figlio o figlia); un bambino in relazione all'età (ragazzo o ragazza); uno schiavo o un servo (maschio o femmina). Nel suo studio dettagliato dell'episodio di Matteo e di Luca, Wendy Cotter respinge come molto improbabile l'idea che l'uso della parola greca "pais" indicasse una relazione sessuale tra il centurione e il suo giovane schiavo. Neill paragona i significati del "pais" greco a quelli del "garçon" in lingua francese, che "comunemente significa "ragazzo", anche se può anche essere usato come sinonimo di "cameriere".

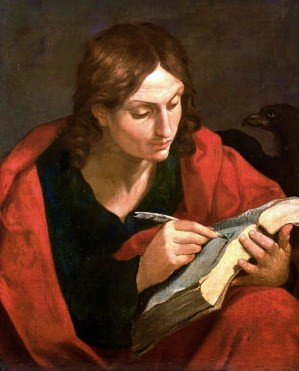
Giovanni apostolo ed evangelista da giovane, "il discepolo che il Signore amava" (di Guido Reni).

Il resoconto di Matteo è parallelo a quello di Luca 7:1-10 e a quello raccontato nel Vangelo di Giovanni 4:46-53. Vi sono grandi differenze tra la narrazione di quest'ultimo e quella dei due scrittori dei Vangeli sinottici, ma esistono anche differenze tra le due descrizioni presenti negli stessi sinottici, con nuovi dettagli in Luca 7:2-6 i quali non sono presenti in Matteo.
Il commento di Craig A. Evans, studioso dell'evangelicalismo, afferma che la parola "pais" usata da Matteo potrebbe essere la stessa che sarebbe stata usata nella fonte ipotetica conosciuta come fonte Q e successivamente riutilizzata sia da Matteo che da Luca e, poiché essa può significare sia "figlio" che "schiavo", è diventata "doulos" (schiavo) in Luca e "huios" (figlio) in Giovanni.
Gli scrittori che ammettono che Giovanni 4:46-53 sia un passaggio parallelo interpretano generalmente il "pais" di Matteo come "figlio" o "ragazzo", mentre chi lo esclude lo vede come "servo" o "schiavo".
Il teologo e autore della Chiesa unita di Cristo Theodore W. Jennings Jr. e Tat-Siong Benny Liew scrivono che i dati storici romani che abbiamo sui rapporti intercorrenti tra padrone e schiavo e sulle relazioni omosessuali presenti tra i soldati sostengono che il "pais" di Matteo è il "ragazzo amato" del centurione e che questi non voleva che Gesù entrasse nella propria abitazione per paura che il ragazzo si sarebbe potuto innamorare di lui. D.B. Saddington invece scrive che, mentre non ne esclude assolutamente la possibilità, le evidenze che i due autori sostengono non supportano "nessuna di queste interpretazioni".
Stephen Voorwinde afferma, nei riguardi della loro opinione, che "l'argomento su cui si basa questa comprensione è già stato confutato con decisione già nella letteratura della Scolastica"; mentre Wendy Cotter dice che essi non riescono a tener conto della condanna ebraica della pederastia. Altri interpretano il "pais" di Matteo solo come un "giovane servitore" e non come un amante maschio, non leggendo alcunché di sessuale nella frase "gli voleva molto bene" di Luca evangelista.

### Atti degli apostoli
L'eunuco etiopico, uno dei primi convertiti tra i gentili, descritto negli Atti degli apostoli 8 è stato interpretato da alcuni commentatori come un primitivo cristiano gay, basandosi sul fatto che la parola "eunuco" nella Bibbia non veniva sempre usata letteralmente (come ad esempio in Matteo 19:12).
I commentatori religiosi generalmente suggeriscono che la combinazione di "eunuco" insieme al titolo "funzionario del tribunale" indica letteralmente un eunuco, non un omosessuale, che invece sarebbe stato escluso dall'entrare nel Secondo Tempio per la restrizione ordinata nel Libro del Deuteronomio 23:1 ("un uomo non scoprirà il lembo del mantello di suo padre").

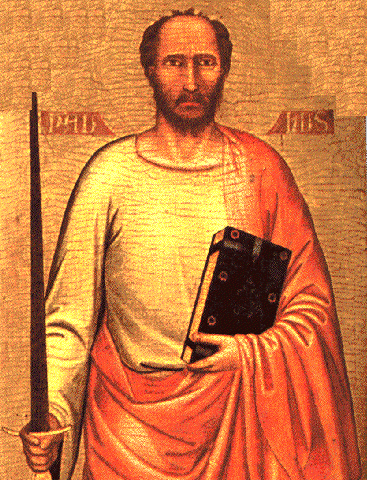
Paolo di Tarso armato di spada e libro (Bernardo Daddi, 1333).

### Lettera ai Romani
(- Romani 1:24 e 1:26.)
Nei primi 4 capitoli della sua Lettera ai Romani Paolo di Tarso cerca di dimostrare l'universalità del peccato (3:9-10). Davanti a questo peccato ovunque presente la "nuova novella" annuncia la giustizia divina mediante la fede (1:17); Paolo condanna gli idolatri, mentre le cose invisibili di Dio manifestatesi attraverso la Creazione sono rimaste per loro del tutto sconosciute, non glorificate e così, invece di rendergli grazie hanno cominciato ad adorare immagini di uomini e animali (1:19-23). Ma Dio non ha cercaro di guarire una ferita insanabile; al contrario, essa è peggiorata sempre di più tanto che Paolo la giudica come "devianza".
In Romani 1:26, quando si parla dei rituali idolatrici tra le donne romane in relazione alla parola "physin" ("non usuale", "strano" o "contro natura"), ciò potrebbe ben essere inteso come un riferimento all'omosessualità femminile: "le loro donne scambiarono il rapporto sessuale naturale con quello contro natura" (gr. τὴν φυσικὴν χρῆσιν εἰς τὴν παρὰ φύσιν trascritto "tèn phusikèn chrèsin eis para phusin", lat. "naturalem usum in eum usum qui est contra naturam"). Tuttavia, il testo non precisa con chiarezza se questi rapporti sono fuori dal comune per un qualsiasi motivo inerente al sesso al di fuori dei fini della riproduzione (come il sesso anale, il sesso orale ecc) o se invece lo sono proprio perché si tratta di sessualità lesbica.
A causa delle ambiguità presenti nel testo non c'è modo di dire con certezza che la Bibbia faccia menzione del lesbismo, a differenza dell'atto omosessuale maschile, che viene citato. Ma nel versetto 27 Paolo di Tarso diventa più chiaro: "e allo stesso modo anche gli uomini, lasciando il rapporto naturale (gr. τὴν φυσικὴν χρῆσιν trascritto "tèn phusikèn chrèsin", lat. "naturali usu") con la donna, si sono infiammati di desiderio (gr. ὀρέξει trascritto "orexei", lat. "desideriis") gli uni verso gli altri, commettendo uomini con (gr. ἐν, trascritto "en", lat. "in") uomini ciò che è più vergognoso (gr. ἀσχημοσύνην trascritto "aschèmosunèn", lat. "turpitudinem"), ricevendo in se stessi la ricompensa debita del loro errore-aberrazione" (gr. πλάνης trascritto "planès", lat. "erroris").
Questo passaggio è stato discusso da alcuni interpreti del XX e del XXI secolo per quanto riguarda la sua attualità e pertinenza per i giorni nostri e ciò che in realtà esso vieta: anche se i cristiani di diverse confessioni hanno storicamente sostenuto che questo versetto è un divieto totale di tutte le forme di attività omosessuale, alcuni autori affermano che il passaggio non è una completa condannata degli atti omosessuali suggerendo invece, tra le altre interpretazioni, che esso condannava in realtà gli eterosessuali che sperimentavano l'attività omosessuale, oppure che la condanna di Paolo era relativa alla sua propria cultura, in cui l'omosessualità non è stata intesa come un orientamento e in cui l'essere penetrati sessualmente è stato sempre considerato come una cosa di cui vergognarsi.
Queste interpretazioni rimangono comunque una minoranza. Vari studiosi ritengono invece che questi versetti facciano parte di un'interpolazione non-paolina molto più ampia, in pratica una successiva aggiunta alla lettera.
Subito dopo, nei versetti 28-32 giunge puntuale l'elenco delle variegate nequizie che affliggono il mondo tutto:
(- Romani 1:28-32.)
La nuovissima versione dai testi originali nella nota relativa afferma che qui "viene denunciato vigorosamente il disordine morale e sessuale della società greco-romana e lo si mette in conseguenza dell'errore religioso. È chiaro che il giudizio viene dato in generale su un tipo di società e di cultura, senza coinvolgere le singole persone; Paolo sa bene infatti che vi sono anche dei Romani osservanti della legge morale (poco dopo, in 2:14-15)"
Paolo qui interpreta la situazione degli idolatri nel modo in cui la storia del Libro dell'Esodo 4:21 mostra le relazioni del faraone dell'antico Egitto con gli ebrei. Invece di prevenire il faraone dal compiere i suoi disegni contro il popolo di Mosè, il Signore indurì ancor più il suo cuore affinché non permettesse loro di partire, costringendoli infine alla fuga. Secondo il teologo, biblista ed esegeta francese Michel Quesnel Dio precipitò l'avanzata verso la morte perché divenisse possibile un nuovo cominciamento; questa stessa idea si ritrova anche nell'Apocalisse di Giovanni 22:11.
Ed effettivamente Paolo in questo passaggio utilizza il vocabolario delle passioni, che egli associa con l'idea di vergogna, disonore ed indegnità; ma la "passio" implica l'idea di passività; gli uomini e le donne che Paolo condanna non sembrano essere più in grado di controllare se stesse, come se una forza più potente di loro li possedesse. Il testo sembra suggerire che questa è opera della stessa azione divina la quale predestina gl'idolatri all'impurità. Tuttavia il passaggio mostra come l'idolatria sia direttamente associata all pratiche omosessuali maschili e finanche femminili.
Il culto dell'idolatria, la raffigurazione delle creature, invece di adorare l'unico Creatore conduce le genti a ferire le leggi di Natura, di cui lo stesso Dio è il grande organizzatore; perdendo l'uso naturale del loro sesso fa sì ch'essi perdano anche l'intelletto, la moralità personale e le virtù sociali della lealtà, dell'affetto e della compassione: è per questo che compiono il "Male", che sono falsi, avidi e arroganti.
Un testo meno letto e preso in esame e' la seconda lettera di Pietro:
Il Signore sa liberare i pii dalla prova e serbare gli empi per il castigo nel giorno del giudizio, soprattutto coloro che nelle loro impure [μιασμοῦ, miasmou] passioni [ἐπιθυμίᾳ, epithumia] vanno [πορευομένους, poreuomenos] dietro [ὀπίσω, opisó] alla carne [σαρκὸς, sarcos] e disprezzano il Signore.[..]  Promettono loro libertà, ma essi stessi sono schiavi della corruzione. Perché uno è schiavo di colui che l'ha vinto.»
(2 Pietro 2:6-10,19, trad. CEI 2008)
L'avverbio greco ὀπίσω , opisó, con verbi di movimento e' attestato in greco classico e nel Nuovo Testamento col significato di "andare dietro", "seguire da dietro". Ugualmente, μιασμοῦ , miasmou e' un termine "fuori dai toni": significa "impurità", "empietà", ma anche "lordura", "fetore", "deprivazione"

### Prima lettera ai Corinzi
Paolo affronta in due epistole la comunità cristiana di Corinto; secondo gli Atti degli apostoli 18:1-17 egli ne sarebbe stato lo stesso fondatore. La città si trova esattamente all'incrocio tra le vie che portano ai Balcani, all'Attica e alla penisola del Peloponneso ed in epoca romana poteva avere tra i 52 e gli 87 000 abitanti; fin dai tempi antichi godette di una cattiva reputazione tra gli stessi Greci. Il termine greco κορινθιάζομαι trascritto "korinthiazomai" venne usata per significare "io vivo in uno stato di libertinaggio".
Nel teatro greco Κορινθιαστής, trascritto "Korinthiastès" rappresenta il tipo del personaggio debosciato. L'esponente di punta della poesia latina Quinto Orazio Flacco creò il motto per cui non tutti hanno la possibilità di recarsi a Corinto, in quanto sono necessari molti soldi da spendere in divertimenti. I corinzi veneravano soprattutto la Dea Afrodite, nei cui templi servivano oltre un migliaio di addette alla prostituzione sacra; è in questo contesto che Paolo ricorda la condanna che attende i peccatori (1 Corinzi 6:9-10).
Nel contesto della più ampia immoralità del suo pubblico Paolo scrisse nella Prima Lettera ai Corinzi 6:9 che;
(- 1 Corinzi 6:9-11.)
Le differenti traduzioni variano per quanto riguarda i termini evocanti l'omosessualità. Per le parole μαλακοὶ' e ἀρσενοκοῖται la Bibbia di Gerusalemme rende "depravati" e "uomini dalla vita infame"; la Bibbia di Louis Segond (1910) rende "effeminati" e "infami"; la Bibbia di John Nelson Darby rende "effeminati" e "abusatori di se stessi con gli uomini"; la Bibbia TOB rende "effeminati" e "pederasti".
La parola greca "arsenokoitai" (ἀρσενοκοῖται) presente nel versetto 9 e tradotta come "depravati" è stata discussa per vario tempo ed è stata variamente interpretata come "abusivi di se stessi con l'umanità" (nella Bibbia di re Giacomo), "sodomiti" (nella Young's Literal Translation) o "uomini che hanno rapporti sessuali con altri uomini" (nella New International Version).
Il greco ἄῤῥην/ἄρσην [arrhēn/arsēn] significa "maschio" e κοίτην [koitēn] "letto", con una connotazione sessuale. L'uso di questa parola da parte di Paolo è il primo esempio del termine; il suo solo altro uso è in un elenco del tutto simile di trasgressioni (con molta probabilità creato dallo stesso autore) nella Prima lettera a Timoteo 1:8-11.
In 1 Corinzi, nell'elenco delle persone che non erediteranno il regno di Dio, Paolo usa due parole greche: "malakoi" e "arsenokoitai". "Malakoi" è un termine comune che indica delle cose soggette al tocco, "morbido" (usato in Matteo 11: 8 e in Luca 7:25 per descrivere un indumento); di cose non soggette al tocco, "gentile"; ed infine, indicante persone o stili di vita in un certo numero di significati che includono "pathic-pathicus" (vedi omosessualità nell'Antica Roma#Pathicus).
In nessun altro luogo nella Scrittura "Malakoi" viene usato per descrivere una persona. Il vescovo della Chiesa episcopale degli Stati Uniti d'America (anglicana) Gene Robinson dice che la Chiesa delle origini sembrava aver inteso la parola come riferentesi ad una persona con una moralità "morbida" o altresì debole; in seguito, sarebbe venuto a indicare (e quindi a tradursi) coloro che si impegnano nella masturbazione, o "coloro di cui si abusa". Tutto quello che in realtà, di fatto, sappiamo sulla parola è che significa "morbido".
Il μαλακός (trascritto "malakos"), ai sensi del primo termine, si oppone σκληρος (trascritto "sklèros") il quale significa "duro"; malakos potrebbe intendersi ai giorni nostri come soft, in senso figurato è "dolce", "piacevole", "facile", "compiacente" e viene sempre tradotto come effeminato: una persona morbida e senza forza, in opposizione a καρτερικός (trascritto "karterikos") he significa "fermo", "paziente", "duro", "perseverante". La Vulgata va nella stessa direzione con il termine "mollis" (dolce, tenero, morbido al tatto, delicato e piacevole; ma anche gentile, tranquillo, snervato dalle delizie e dai piaceri; fino ad essere vili, pigri e impudichi (per i termini classici vedi Sodomia#Terminologia classica).
Il dictionnaire de philologie sacrée, che rende tutte le precedenti definizioni, aggiunge che si tratta di immodesti-impudichi (spudorati) o coloro che si sono corrotti prostituendosi ad altri maschi; corrispondente ai termini in lingua latina "Catamiti, pathici" (vedi Catamite).
Il Glossarium Eroticum Linguæ Latinæ risulta essere ancora più chiaro e rende per "mollis" i seguenti significati: "pathicus", "patiens" e "pædicatione" (colui che subisce il sesso anale); "pædico" (sodomita); "effœminatus" e "libidinosus" (effeminato e debosciato).
Lo stesso Glossarium cita anche il medico latino Celio Aureliano il quale rimane sorpreso della possibile esistenza degli "omosessuali": "Molles sive subactos Græci Malthacos vocaverunt, quos quidem esse nullus facile virorum credit. Non enim hoc humanos ex natura venit in mores, sed pulso pudore, libido etiam indebitas partes obscænis usibus subjugavit" (nessun uomo riesce a credere con facilità che i molli, chiamati malthacos dai greci, possano davvero esistere. Difatti ciò non appartiene alla morale umana per natura ma essi, ferendo la modestia, per il desiderio smodato presentano le stesse parti indebite [del corpo] per pratiche oscene).
Per quanto concerne il termine ἀρσενοκοῖται, trascritto "arsenokoitai", si tratta della forma plurale greca di ἀρσενοκοίτης/ἀρρενοκοίτης, trascritti "arsenokoitès/arrenokoitès", che il Dictionnaire grec-français (Bailly) traduce come "homme de mœurs contre nature". Questa parola è composta da άρρην, trascritto "arren" (o άρσήν, trascritto "arsèn") - maschio - e κοίτη, trascritto "koitè" - letto nuziale - perciò "relazioni intime" e "propensione al libertinaggio-dissolutezza"; si può tradurre l'intera parola cvon la frase "colui che ha rapporti intimi libertini con un uomo". Dal latino della Vulgata "masculorum concubitores" (concubini maschi-coloro che dormono con gli uomini); il dictionnaire de philologie sacrée lo rende come "sodomita abominevole".
Questa giustapposizione delle parole μαλακοὶ' e ἀρσενοκοῖται può suggerire che Paolo facesse una distinzione tra le due; la prima indicherebbe uomini particolarmente dolci, sensibili, timidi e impulsivi i quali pertanto non soddisfano, dai loro atteggiamenti e comportamenti, le durezze della vita virile in generale (il coraggio, la forza, la perseveranza e l'amore per le donne). Il secondo termine designa in maniera più diretta gli uomini che hanno rapporti sessuali con altri uomini. È anche possibile pensare che Paolo distinguesse solo tra omosessuali passivi i quali, seguendo Celio Aureliano "inviano le parti indebite del proprio corpo per pratiche oscene", e gli omosessuali attivi i quali hanno rapporti sessuali con gli uomini mantenendo una posizione dominante.
Paolo in questo testo fa, come abbiamo visto, la lista di tutti gli ingiusti che con potranno accedere al regno divino: gli idolatri, vale a dire i seguaci di religioni pagane che non sono né ebrei né cristiani, coloro che commettono reati di diritto comune (ladri e rapinatori), le persone che potrebbero essere ritenute non etiche o antisociali (cupidi, ingiuriosi), le persone che i moderni considererebbero malati (gli affetti da alcolismo) ed infine tutti i tipi di rapporti sessuali compiuti al di fuori del sacro vincolo matrimoniale (amanti fornicatori, adulteri, effeminati, omosessuali).

### Prima lettera a Timoteo
Analogamente alla precedente lettera anche qui Paolo si diletta nel fare un elenco degli "inguisti" e dei "peccatori", inserendo gli omosessuali a fianco di tutti coloro che si oppongono alla "sana dotrina":
(- 1 Timoteo 1:8-11)
Per questo brano si può far riferimento ai commenti del paragrafo precedente. Per tradurre la parola "ἀρσενοκοίταις" la Bibbia di Gerusalemme e la Bible du Semeur rendono come "omosessuale", la Darby Bible come "abusatori di se stessi con gli uomini", la Bible Segond come "infami", mentre la Bibbia di Nathan André Chouraqui come "pederasti".
Molti studiosi ritengono che Paolo avesse ben in mente i due passaggi del Libro del Levitico 18:22 e 20:13 quando usava la parola ἀρσενοκοῖται, che può ben essere considerata una sua personale invenzione. La maggior parte dei commentatori e traduttori lo interpreta come un chiaro riferimento alla sessualità gay.
Tuttavia John Boswell afferma che "l'omosessualità non è stata concepita da Paolo o dai suoi primi lettori" e che nella letteratura cristiana successiva la parola viene utilizzata ad esempio da Aristide Marciano (II secolo) chiaramente non per indicare l'omosessualità ma bensì la prostituzione; da Eusebio di Cesarea (260-340 circa) che la usava evidentemente in riferimento alle donne e negli scritti del patriarca di Costantinopoli del VI secolo Giovanni IV Nesteutes.
Quest'ultimo, in un passaggio che tratta di cattive condotte sessuali, parla di "arsenokoitia" attiva o passiva e dice che "molti uomini commettono persino il peccato di arsenocoitia con le loro mogli". Anche se gli elementi costitutivi della parola composta si riferiscono a "dormire con gli uomini", evidentemente egli non lo usa per significare i rapporti omosessuali e sembra impiegarlo invece per indicare specificatamente il sesso anale, non l'attività omosessuale generica.
Una parte degli argomenti addotti da Boswell sono rifiutati da diversi studiosi - in un modo qualificato come persuasivo - da David F. Greenberg il quale dichiara che l'uso del termine arsenokoites da parte di scrittori come Aristide ed Eusebio e negli Oracoli Sibillini "sia coerente con il significato di omosessuale". Un documento di discussione emesso dal Sinodo della Chiesa d'Inghilterra afferma che la maggior parte degli studiosi ritiene ancora che la parola arsenokoites si riferisca all'omosessualità.
Un'altra opera attribuita al patriarca Giovanni, una serie di legislazioni che per i vari peccati hanno fornito pene più lievi o più severe al posto delle più lunghe sessioni di penitenza precedenti, applica una penitenza di ottanta giorni per i "rapporti reciproci tra uomini" (canone 9). Invece la masturbazione reciproca raddoppia la pena comminata per la masturbazione solitaria (canone 8) - a tre anni con xerophagya (una forma di digiuno) o, secondo il vecchio canone di Basilio il Grande, a quindici senza digiuno (canone 18) per essere "così curiosi di copulare con un altro uomo" - ἀρρενομανήσαντα nell'originale - spiegato come "colpevole di arsenocoetia (cioè di aver intrapreso rapporti sessuali con altri maschi)" - ἀρσενοκοίτην nell'originale.
Secondo la stessa opera il rituale dell'ordine sacro non dev'essere conferito a qualcuno che da ragazzo è stato vittima di rapporti anali, ma questo non è il caso se lo sperma è stato eiaculato tra le sue cosce (canone 19, vedi sesso intercrurale). Tutti questi canoni sono inclusi, con il commento, nel Pedalion, la collezione più ampiamente utilizzata di canoni della Chiesa greco-ortodossa. Una traduzione completa in lingua inglese è stata prodotta da Denver Cummings e pubblicata dall'"Orthodox Christian Educational Society" nel 1957 sotto il titolo di The Rudder (il timone).
Alcuni studiosi ritengono che il termine non è stato usato per riferirsi ad un orientamento omosessuale, ma sostengono bensì che si riferisse invece all'attività sessuale in generale.
Altri ricercatori hanno interpretato "arsenokoitai" e "malakoi" (un'altra parola che appare in 1 Corinzi 6:9) come facenti riferimento alla passionalità e all'effeminatezza o alla pratica dello sfruttamento della pederastia

### Lettera di Giuda
Nella lettera di Giuda si riprende il racconto del Libro della Genesi aggiungendo ai potenziali peccati di Sodoma anche la fornicazione: "proprio come Sodoma e Gomorra e le città vicine, dandosi alla fornicazione (/impudicitia)... subiscono la pena del fuoco eterno" (cap V, vers 7). Qui la parola greca usata per fornicazione è "ekporneuō"; non viene utilizzata altrove nel Nuovo Testamento se non nella versione Septuaginta per indicar genericamente la prostituzione (come in Genesi 38:24 e nel Libro dell'Esodo 34:15).

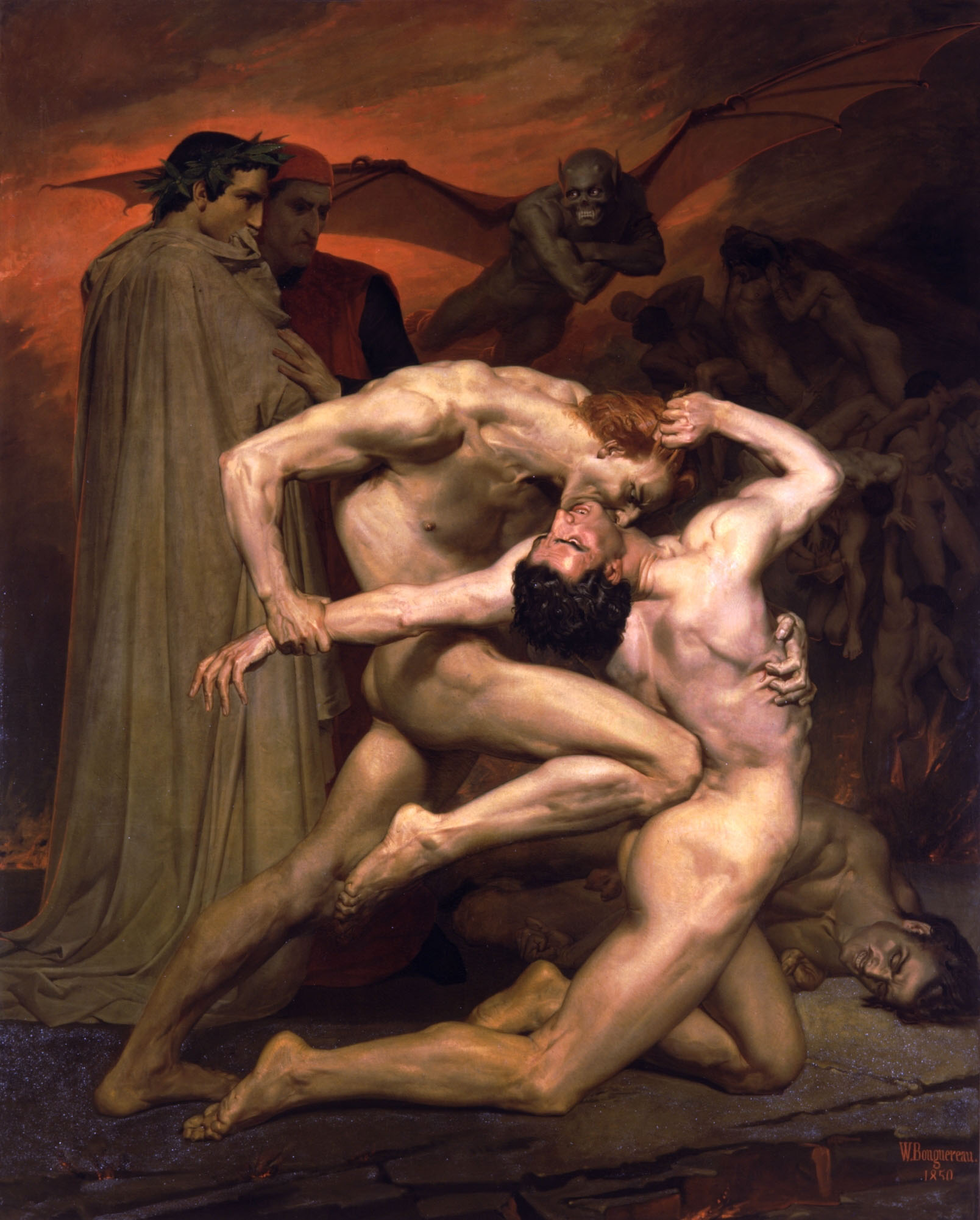
Dante e Virgilio all'Inferno, William-Adolphe Bouguereau (1850).

### Apocalisse
Il brano seguente è tratto dall'Apocalisse di Giovanni e si trova verso la fine del libro. Colui che si proclama "l'Alfa e l'Omega, il Primo e l'Ultimo, il Principio e la Fine", annuncia che giungerà presto con la sua retribuzione (Apocalisse 22:12.13); in seguito descrive la ricompensa per coloro che "lavano le loro vesti" e la punizione dei peccatori:
(- Apocalisse di Giovanni 22:14.15 (Bibbia TOB).)
Anche in questo caso viene presentato un elenco dei peccatori che non possono godere dell'immortalità. La parola "cani" che appare all'interno di questa lista è possibile che si riferisca a chi è dedito alla "prostituzione sacra", con la quale è chiaramente associata nel Libro del Deuteronomio 23:19. Inoltre, se ci si riferisce al precedente paragrafo relativo alla prostituzione sacra maschile si osserverà che questa qualifica è stata analogamente applicata anche ai prostituti sacri della Mesopotamia.
Infine la parola "cane" è collegata in questo passaggio, tra gli altri, prima di πόρνοι-pornoi, che si riferisce a "immorale" o a coloro che praticano la prostituzione, vale a dire ogni persona che ha relazioni sessuali al di fuori del vincolo matrimoniale. Ora, i passaggi precedentemente citati della Prima lettera ai Corinzi o della Prima lettera a Timoteo sono anch'essi correlati tramite un elenco dei peccatori comprendente tutti gli "immorali e i debosciati" tra i quali si presume, debbano esservi inseriti anche gli omosessuali.